# Підгородище (гміна)
Ґміна Підгородище (пол. Gmina Podhorodyszcze) — колишня (1934—1939 рр.) сільська ґміна Бібрського повіту Львівського воєводства Польської республіки (1918—1939) рр. Центром ґміни було село Підгородище.
1 серпня 1934 року було створено ґміну Підгородище в Бібрському повіті. До неї увійшли сільські громади: Звенигород, Городиславичі, Гринів, Коцурів, Миколаїв, Підгородище, Під'ярків, Підсоснів, Романів, Селиська.